# Fortnite
Fortnite és un videojoc desenvolupat per l'empresa Epic Games dels gèneres de supervivència i món obert. Va ser llançat com a títol d'accés anticipat el 25 de juliol del 2017 per a Microsoft Windows, MacOS, PlayStation 4 PlayStation 5 i Xbox One. El 2018, es va convertir en un videojoc free-to-play («gratuït»).
Els modes de joc publicats inclouen Fortnite Battle Royale, un joc gratuït en què fins a cent jugadors lluiten en una illa amb diferents ciutats o llocs, en espais que es redueixen progressivament a causa de la tempesta (que et va traient potència), amb l'objectiu d'esdevenir el darrer jugador viu. També existeix el Mode Creatiu on es pot crear la pròpia illa amb normes noves jugador contra jugador. I Fortnite: salvar el món, un joc cooperatiu de fins a quatre jugadors que consisteix a lluitar contra carcasses, unes criatures similars als zombis, utilitzant objectes i fortificacions. També està disponible per a Nintendo Switch.
L'any 2022, Epic Games va ser condemnada a pagar 520 milions de dòlars per vulnerar la Llei de protecció de la privacitat de menors en línia en haver introduït dins de Fornite mecanismes enganyosos i dissenys especialment pensats per confondre i incentivar compres inconscients pitjant un sol botó. D'altra banda, es va demostrar que el videojoc recollia dades personals sense el consentiment dels pares com ara noms, adreces de correu, identificadors per conèixer el seu progrés, compres, ajustaments i llistes d'amistats, a més de mantenir activats per defecte els ajustos de les comunicacions, com la veu o el text, sense avisar.

## Argument
Per circumstàncies desconegudes, el 95% dels humans de la Terra desapareixen sobtadament.
La població supervivent descobreix que el cel es troba cobert per una estranya tempesta de color morat que té la propietat de crear monstres, anomenats Carcassa (husks), unes criatures humanoides similars als zombis, que ataquen les persones vives. Els supervivents han descobert la forma de construir Escuts anti tempestes, un camp que buida els núvols de tempesta des de dalt i redueix els atacs de les carcasses, utilitzant els escuts per establir zones segures per a supervivents arreu del món.
El jugador és el comandant d'una d'aquestes bases, encarregat de sortir de l'Escut anti tempestes per localitzar i recollir recursos, supervivents i altres aliats per a poder expandir el seu escut anti tempestes i trobar la forma de retornar la Terra al seu estat normal.

## Modes del joc[calcitació]

### Salvar el món
Està dissenyat com un joc de jugador contra entorn, amb quatre jugadors que cooperen per assolir un objectiu comú en diverses missions. El joc es desenvolupa després que una tempesta mortal apareix en tota la Terra, provocant que el 98% de la població desaparegui i els supervivents siguin atacats per carcasses similars a zombis. Els jugadors assumeixen el paper de comandants de refugis tipus base, recullen recursos, salven supervivents i defensen equips que ajuden a recopilar dades sobre la tempesta o fer retrocedir la tempesta. Des de les missions, els jugadors reben una sèrie d'elements al joc, que inclouen personatges tipus heroi, esquemes d'armes i trampes i supervivents, tots els quals poden ser anivellats a través de l'experiència adquirida per millorar els seus atributs.

### Battle Royale
És un joc de tipus batalla real en què competeixen fins a cent jugadors en solitari o en esquadrons de dos o quatre membres. Els jugadors salten d'un autobús que travessa el mapa al moment que desitgin, i comencen sense armes. Quan aterren, han de buscar armes, objectes útils i recursos, evitant que els matin mentre ataquen altres jugadors. L'acció es divideix en rondes amb una durada determinada. En acabar cada ronda, l'àrea segura del mapa (la zona) es redueix en grandària a causa d'una tempesta a les planes; els jugadors que estan fora d'aquesta àrea segura (la zona) reben mal i poden morir. Això obliga els jugadors a estar en espais cada cop més tancats i fomenta els combats entre jugadors. El darrer jugador o esquadró viu és el guanyador de la partida.
Durant el Capítol 3 es va estrenar un mode de joc anomenat Zero Construcció, el qual té el mateix funcionament que el mode de joc Battle Royal, però els jugadors no poden construir estructures.

### Mode creatiu
És un mode en què el jugador pot construir la seva pròpia illa amb amics de la manera com ells vulguin. En aquest mode hi ha estructures predeterminades per facilitar el treball de la construcció a més de peces addicionals només disponibles en aquest mode de joc.
Aquests modes de joc li donen la possibilitat al jugador d'usar un bec per enderrocar estructures existents al mapa per recol·lectar recursos bàsics (fusta, maó o pedra i acer o metall), a partir dels quals poden construir peces de fortificació, com parets, pisos i escales. Aquestes peces de fortificació es poden editar per incloure altres característiques, com ara finestres o portes. Els materials utilitzats tenen diferents propietats de durabilitat i es poden actualitzar a variants més fortes fent servir més materials del mateix tipus.

## Desenvolupament[calcitació]

### Fortnite: Salvar el món
Fortnite va començar com un game jam a Epic Games després de la publicació de Gears of War 3 al voltant del 2011. Encara que no va ser un dels primers títols desenvolupats durant el jam, va sorgir el concepte de fusionar el gènere de jocs de construcció, representant videojocs com Minecraft i Terraria, i videojocs de trets, duent a la creació de Fortnite. El desenvolupament de Fortnite es va desaccelerar a causa de diversos problemes, inclòs el canvi de l'Unreal Engine 3 a l'Unreal Engine 4, un enfocament més profund al joc de rol per estendre la vida del videojoc, i un canvi destil dart dun tema fosc a un estil més caricaturesc. A més, Epic buscava entrar en els jocs amb model de servei, i va portar a l'editorial xinesa Tencent per ajudar; Tencent va tenir una gran participació a Epic, la qual cosa va portar a la sortida de diversos executius, entre ells Cliff Bleszinski, que havia estat una part clau del desenvolupament de Fortnite. L'enfocament de Fortnite va ser canviat per ser un banc de proves d'Epic per a jocs de servei i es va reduir encara més el desenvolupament. 
Finalment, Epic es va poder preparar per llançar Fortnite com un títol de pagament per a accés anticipat el juliol del 2017, amb plans de llançar-lo de forma gratuïta en algun moment de l'any 2019 mentre s'obté feedback dels jugadors per millorar el videojoc. Amb el llançament de Fortnite: Battle Royale, la manera jugador contra entorn es va distingir com "Salvar el Món".

### Fortnite: Battle Royale
Gairebé al mateix temps que Epic va llançar Fortnite amb un accés anticipat, PlayerUnknown's Battlegrounds es va convertir en un fenomen mundial, venent més de 5 milions de còpies tres mesos després del seu llançament el març del 2017 i despertant un gran interès en els jocs de tipus Battle Royale. Epic va reconèixer que amb el joc base de Fortnite, també podien fer una manera Battle Royale, i ràpidament van desenvolupar la seva pròpia versió sobre Fortnite en aproximadament dos mesos. Al setembre de 2017, Epic estava llest per llançar aquest joc com una segona manera diferent de Salvar el Món en un accés anterior de pagament, però després va decidir llançar-lo com un joc gratuït, titulat Fortnite: Battle Royale, el qual és compatible amb microtransaccions. Aquesta versió va guanyar una gran quantitat d'usuaris, amb més de 10 milions les primeres dues setmanes de llançament, i ja havia arribat a uns 45 milions de jugadors el març de l'any 2018. Epic va crear equips separats per continuar el desenvolupament de Fortnite: Battle Royale separat de la manera Salvar el món. Això va permetre que Fortnite Battle Royale s'expandís a altres plataformes que en cas contrari no serien compatibles amb la manera Salvar al món, inclosos els dispositius mòbils iOS, Android i Nintendo Switch.

### Fortnite Creatiu
Un mode de sandbox creatiu llançat el 6 de desembre de 2018, sincronitzat amb l'inici de la temporada 7 de Fortnite Battle Royale. Cada jugador té accés a una illa privada i persistent en la qual construeixen edificis i afegeixen i manipulen objectes com vulgui. Els jugadors poden convidar amics a aquesta illa i participar en jocs no oficials com pistes de curses o cursos de salts. Inicialment, només els jugadors que van comprar el passi de batalla podien rebre la seva pròpia illa, mentre que els jugadors que no l'havien comprat van rebre accés gratuït al mode de joc el 13 de desembre.

## Premis
El 2017, el joc va ser nominat com a "Millor joc cooperatiu" per PC Gamer, i per "Millor joc d'espectadors" per IGN. El 2018, el joc va guanyar el premi al millor joc en curs per PC Gamer i IGN, el darrer dels quals el va nominar a "Millor joc de Nintendo Switch", "Millor joc mòbil" i "Millor joc mòbil". Joc d'acció".
| Any  | Premi                                        | Categoria                                                                   | Resultat  | Ref.                 |
| ---- | -------------------------------------------- | --------------------------------------------------------------------------- | --------- | -------------------- |
| 2017 | The Game Awards 2017                         | Millor Multijugador                                                         | Nominat   | [ 10 ]               |
| 2018 | XVI Premis de la Societat d'Efectes Visuals  | Efectes visuals destacats en un projecte en temps real (A Hard Day's Night) | Nominat   | [ 11 ] [ 12 ]        |
| 2018 | 21è Premis D.I.C.E. Anuals                   | Assoliment excepcional en el joc en línia                                   | Nominat   | [ 13 ] [ 14 ]        |
| 2018 | Premis SXSW Gaming 2018                      | Excel·lència en multijugador                                                | Nominat   | [ 15 ] [ 16 ]        |
| 2018 | Premis SXSW Gaming 2018                      | Excel·lència en la jugabilitat                                              | Nominat   | [ 15 ] [ 16 ]        |
| 2018 | XIV Premis dels Jocs de l'Acadèmia Britànica | Millor joc en evolució                                                      | Nominat   | [ 17 ] [ 18 ]        |
| 2018 | XIV Premis dels Jocs de l'Acadèmia Britànica | Millor Multijugador                                                         | Nominat   | [ 17 ] [ 18 ]        |
| 2018 | Premis Webby 2018                            | Premi People's Voice al millor joc multijugador/competitiu                  | Guanyador | [ 19 ]               |
| 2018 | Game Critics Awards 2018                     | Millor joc en curs                                                          | Guanyador | [ 20 ] [ 21 ]        |
| 2018 | Develop Awards                               | Millor Animació                                                             | Nominat   | [ 22 ] [ 23 ]        |
| 2018 | Premis Teen Choice                           | Choice Videogame                                                            | Guanyador | [ 24 ] [ 25 ]        |
| 2018 | Premis per a adolescents de la BBC Radio 1   | Millor joc (Fortnite Battle Royale)                                         | Guanyador | [ 26 ]               |
| 2018 | Premis Golden Joystick 2018                  | Millor joc competitiu                                                       | Guanyador | [ 27 ] [ 28 ] [ 29 ] |
| 2018 | Premis Golden Joystick 2018                  | Joc mòbil de l'any                                                          | Nominat   | [ 27 ] [ 28 ] [ 29 ] |
| 2018 | Premis Golden Joystick 2018                  | Joc definitiu de l'any                                                      | Guanyador | [ 27 ] [ 28 ] [ 29 ] |
| 2018 | The Game Awards 2018                         | Millor joc multijugador                                                     | Guanyador | [ 30 ] [ 31 ]        |
| 2018 | The Game Awards 2018                         | Millor joc mòbil                                                            | Nominat   | [ 30 ] [ 31 ]        |
| 2018 | The Game Awards 2018                         | Millor joc en curs                                                          | Guanyador | [ 30 ] [ 31 ]        |
| 2018 | The Game Awards 2018                         | Millor joc d'Esports                                                        | Nominat   | [ 30 ] [ 31 ]        |
| 2018 | Premis Gamers' Choice                        | Joc preferit dels fans                                                      | Guanyador | [ 32 ]               |
| 2018 | Premis Gamers' Choice                        | Joc multijugador preferit dels fans                                         | Guanyador | [ 32 ]               |
| 2018 | Premis Gamers' Choice                        | Joc d'esports electrònics preferit dels fans                                | Guanyador | [ 32 ]               |
| 2018 | Premis Gamers' Choice                        | Joc Battle Royale preferit dels fans                                        | Guanyador | [ 32 ]               |
| 2018 | Premis Gamers' Choice                        | Format de lliga d'eSports preferit dels fans (escaramusses de la comunitat) | Guanyador | [ 32 ]               |
| 2019 | 22è Premis D.I.C.E. Anuals                   | Joc en línia de l'any                                                       | Guanyador | [ 33 ] [ 34 ]        |
| 2019 | 15è Premis dels Jocs de l'Acadèmia Britànica | Joc en evolució                                                             | Guanyador | [ 35 ] [ 36 ]        |
| 2019 | 15è Premis dels Jocs de l'Acadèmia Britànica | Joc mòbil de l'any                                                          | Nominat   | [ 35 ] [ 36 ]        |
| 2019 | Premis Famitsu                               | Premi a l'Excel·lència                                                      | Guanyador | [ 37 ]               |
| 2019 | Premis Webby 2019                            | Millor joc multijugador/competitiu                                          | Guanyador | [ 38 ]               |
| 2019 | Game Critics Awards 2019                     | Millor joc en curs                                                          | Nominat   | [ 39 ]               |
| 2019 | Premis Golden Joystick 2019                  | Encara jugant                                                               | Nominat   | [ 40 ] [ 41 ]        |
| 2019 | Premis Golden Joystick 2019                  | Joc d'esports electrònics de l'any                                          | Guanyador | [ 40 ] [ 41 ]        |
| 2019 | The Game Awards 2019                         | Millor joc en curs                                                          | Guanyador | [ 42 ] [ 43 ]        |
| 2019 | The Game Awards 2019                         | Millor suport comunitari                                                    | Nominat   | [ 42 ] [ 43 ]        |
| 2019 | The Game Awards 2019                         | Millor joc d'esports electrònics                                            | Nominat   | [ 42 ] [ 43 ]        |
| 2019 | The Game Awards 2019                         | Millor esdeveniment d'esports electrònics (Fortnite World Cup)              | Nominat   | [ 42 ] [ 43 ]        |
| 2020 | XVI Premis Jocs de l'Acadèmia Britànica      | Joc en evolució                                                             | Nominat   | [ 44 ] [ 45 ]        |
| 2020 | Premis Kids' Choice 2020                     | Videojoc preferit                                                           | Nominat   | [ 46 ]               |
| 2020 | The Game Awards 2020                         | Millor joc en curs                                                          | Nominat   | [ 47 ]               |
| 2020 | The Game Awards 2020                         | Millor suport comunitari                                                    | Nominat   | [ 47 ]               |
| 2020 | The Game Awards 2020                         | Millor joc d'esports electrònics                                            | Nominat   | [ 47 ]               |
| 2021 | Premis Kids' Choice 2021                     | Videojoc preferit                                                           | Nominat   | [ 48 ]               |

## Col·laboracions[49][50]
El joc de Fortnite ha col·laborat amb marques, pel·lícules, artistes i inclús amb altres jocs. Aquestes col·laboracions ofereixen als jugadors l'oportunitat de gaudir de nous cosmètics, armes, noves localitzacions al mapa de Battle Royale o d'un esdeveniment.
Algunes de les col·laboracions més importants són les següents:

### Col·laboracions amb persones famoses
- A l'abril de 2020 Fortnite va organitzar un esceveniment digital amb el cantant Travis Scott. En aquesta experiencia els jugadors podien gaudir d'un concert en directe, escoltant per primera vegada un tema nou del l'artista de hip-hop.[51]
- Al gener de 2021 Fortnite va col·laborar amb TheGrefg, un streamer espanyol, amb el qual van incorporar un personatge al videojoc, conjuntament amb altres cosmètics que complementaven al personatge.[52]
- A l'abril de 2021 el videojoc va presentar un personatge inspirat en el futbolista Neymar Jr. A més, el centre de benvinguda del mode creatiu es va decorar a conjunt amb la temàtica del jugador. Conjuntament, Fortnite va organitzar un torneig competitiu per a l'ocasió.[53]
- A l'agost de 2021 Fortnite va presentar una col·laboració amb l'artista Ariana Grande, en la qual presentaven el seu propi personatge al videojoc, conjuntament amb una sèrie de concerts de la cantant.[54]
- Al febrer de 2022 el videojoc va fer una col·laboració amb Bruno Mars, oferint un personatge inspirat en l'artista. Aquesta col·laboració també va anar acompanyada d'un torneig competitiu.[55]
- El videojoc ha col·laborat en diverses ocasions amb el cantant J Balvin. En les seves col·laboracions més importants, destaquen l'organització d'un concert i l'estrena del seu personatge al joc.[56][57]
- Al desembre de 2022 Fortnite va col·laborar amb el youtuber MrBeast, amb el qual va organitzar un torneig que oferia un milió d'euros al guanyador, a més d'incorporar el seu personatge al joc.[58]

### Col·laboracions amb marques
- Fortnite va oferir entre abril i juny de 2021, una la possibilitat d'obtenir la subscripció a Spotify Prèmium a tots aquells jugadors que fossin subscriptors del Fortnite Club.[59]
- Durant el mes de juliol de 2021 Fortnite va anunciar la seva col·laboració amb la marca de cotxes esportius Ferrari, oferint un model d'aquests cotxes dins del videojoc, on el jugador podia experimentar conduir aquest vehicle.[60]
- El videojoc va fer una col·laboració amb el festival estatunidenc Coachella, incloent a la botiga del joc uns personatges amb roba del festival.[61]
- La marca Ralph Lauren Corporation va col·laborar amb el videojoc, oferint uns personatges amb roba de la marca durant l'octubre de 2022.[62] De la mateixa forma, també va col·laborar amb la marca Balenciaga (empresa) el setembre de 2021.[63][64]
- L'NBA ha col·laborat en diverses ocasions amb Fortnite, en aquestes col·laboracions s'han llençat personatges vestits amb diferents equipacions.[65][66][67]

### Col·laboracions amb jocs
Fortnite també ha ret col·laboracions amb altres videojocs incloent personatges principals, complements o altres elements, com Rocket League, God of War, Halo Street Fighter, Pac-Man, Among Us,League of Legends i Assassin's Creed.

### Col·laboracions amb pel·lícules i sèries
- El videojoc va col·laborar amb el jugador de bàsquet LeBron James per a l'estrena de la pel·lícula Space Jam: A New Legacy el juliol de 2021. La col·laboració incloïa un personatge de l'esportista, juntament amb accessoris.[78]
- L'octubre de 2021 Fortnite va comunicar una col·laboració amb Dune (pel·lícula de 2021) incorporant el personatges principals Paul Atreides y Chani al videojoc.[79]

- El novembre del mateix any, el videojoc va anunciar la col·laboració amb Naruto afegint alguns dels seus personatges a la botiga del joc, juntament amb accessoris dels personatges i una arma que podien trobar els jugadors en les partides del mode Battle Rovale.[80]
- Fornite ha col·laborat en diferents ocasions amb la franquicia de Marvel, algunes d'aquests col·laboracions oferien personatges procedents de les pel·lícules, accessoris per als personatges, localitzacions especials en el mapa del mode Battle Royale i poders utilizables en aquestes partides. A més, el videojoc també ha oferit tornejos competitius i la publicació d'un còmic. La Temporada 4 del Capítol 2 va oferir una temática completa basada en aquesta franquicia.[81][82][83][84][85][86][87][88][89]

- De la mateixa manera que en la col·laboració anterior, Fortnite també ha col·laborat diverses vegades d'una manera molt similar amb DC Comics.[90][91][92][93][94][95]

- La franquícia de Star Wars també ha fet diferents col·laboracions amb el videojoc. Incloent personatges, accessoris, localitzacions del mapa del mode de Battle Royale inspirades en la Guerra de les Galàxies i l'experiència d'utilitzar l'espasa làser com a arma del joc.[96][97][98][99][100][101][102][103]
- Altres pel·lícules o sèries que ha realitzat col·laboracions amb Fortnite són The Walking Dead,[104][105] Rick i Morty,[106][107][108] Uncharted,[109]Indiana Jones[110] i Dragon Ball,[111] entre d'altres. Aquestes col·laboracions acostumen a oferir els personatges principals a la botiga del videojoc, tot i que a vegades poden estar inclosos al Battle Pass.